# Naruto Shippuden the Movie: The Lost Tower
Naruto Shippuden the Movie: The Lost Tower (яп. 劇場版 NARUTO -ナルト- 疾風伝 ザ・ロストタワー, кириліз.: Ґекіджьобан Наруто Шіппуден: Дза Росуто Тава, дос. «Фільм Наруто Шіппуден: Загублена Вежа») — це японський анімаційний фільм, заснований на манґа й аніме медіафраншизі японського манґакі Масаші Кішімото. Реліз відбувся 31 липня 2010 року. Разом з фільмом також було показано комедійну короткометражку під назвою Naruto, the Genie, and the Three Wishes!! (яп. 劇場版 NARUTO -ナルト- そよ風伝　ナルトと魔神と3つのお願いだってばよ！！, кириліз.: Ґекіджьобан Наруто Сойокадзеден: Наруто то машін то міцу но онеґай даттебайо!!, дос. «Фільм Наруто Хроніки Ніжного Вітру: Наруто, Джин і Три Бажання Даттебайо!!»). Головна пісня фільму «if» була виконана попспівачкою Кано Нішіно. Фільм було випущено у Північній Америці 17 вересня 2013 року компанією Viz Media.

## Сюжет
Озброївшись спеціальними клинками чакри Наруто Удзумакі, Сакура Харуно, Ямато та Сай відправляються на місію по захопленню зниклого ніндзі, на ім'я Мукаде. Діставшись тисячолітніх руїн пустинного міста Лоран вони чинять опір його спробі запанувати над Світом Ніндзь за допомогою сили Рю̄мяку (укр. лей-ліній) — древньої чакри, що протікає глибоко під землею. Під час бійки Мукаде зламує печатку, створену Мінато Намікадзе, тим самим вивільняючи силу Рю̄мяку і створюючи світло, яке відразу охоплює Наруто і Ямато. Водночас Сай встигає створити чорнильного птаха і підхоплює Сакуру, що дозволяє їм успішно врятуватись.
Наруто і Ямато опиняються на двадцять років у минулому. Прикинувшись після подорожі у часі, Наруто зустрічає Са̄ру — королеву Лорана. Згодом виявляється, що Мукаде потрапив у минуле на шість років раніше ніж Наруто, він змінив своє ім'я на Анрокузан, став міністром Лорана та вбив матір Сари Сēраму. Наруто погоджується захищати Са̄ру, після того, як Анрокузан заявляє про викрадення громадян і створення «Армії лялькових ніндзь». Мінато, Шібі Абураме, Чōдза Акімічі та Какаші Хатаке, виконуючи власне завдання по зупиненню Анрокузана, з'являються задля підтримки героїв. Поки вони рятують людей Са̄ри, а Наруто тримає кунай Мінато, сама Сара згадує колискову, яку їй свого часу співала її мати Сēраму. Анрокузан використовує частини вежі, щоб стати гігантською броньованою лялькою. Мінато і Наруто використовують останні залишки чакри для створення легендарного Супер Расенґана. Тоді Са̄ра вимикає захисну техніку Анрокузана, після чого Мінато атакує й викриває його слабке місце, що дозволяє Наруто остаточно його знищити. Поки Ямато з Какаші рятують Наруто і Са̄ру, Мінато використовує свій кунай, щоб повністю запечатати силу, яку вивільнив Анрокузан. Коли герої починають зникати з минулого, Мінато стирає усі їхні спогади, а також просить Наруто не змінювати історію.
З перемогою над Мукаде, Сакура і Сай возз'єднуються з Наруто і Ямато у теперішньому часі. Збираючись покинути руїни, вони раптово натрапляють на дочку королеви Са̄ри, яка зберегла старий клинок чакри, що належав Наруто. Вона розповідає, що його подарував її матері «герой зі снів». Наруто впізнає свій клинок і тягнеться до спини, де зазвичай його тримає, проте нічого там не знаходить. Приголомшений, він постає на місці, аж поки Сакура не щипає його за вухо і не звинувачує, що той, мабуть, подумав про щось збочене.

## Актори
| Перонаж            | Японський актор(ка) | Англійський актор(ка)  |
| ------------------ | ------------------- | ---------------------- |
| Наруто Удзумакі    | Джюнко Такеучі      | Мейл Фленаган          |
| Сакура Харуно      | Чіе Накамура        | Кейт Хіггінс           |
| Ямато              | Рікія Кояма         | Трой Бейкер            |
| Сай                | Сатоші Хіно         | Бен Діскін             |
| Мінато Намікадзе   | Тошіюкі Морікава    | Тоні Олівер            |
| Молодий Какаші     | Муцумі Тамура       | Дейв Віттенберг        |
| Молодий Гай        | Маюкі Макіґучі      | Бен Діскін             |
| Молодий Асума      | Фуджіко Такімото    | Даг Ергольц            |
| Хірудзен Сарутобі  | Хідекацу Шібата     | Стів Крамер            |
| Цунаде             | Масако Кацукі       | Дебі Мей Вест          |
| Шідзуне            | Кейко Немото        | Меган Холлінгсхед      |
| Джірая             | Хōчӯ Ōцука          | Девід Лодж             |
| Шібі Абураме       | Кенджі Хамада       | Кріспін Фрімен         |
| Чōдза Акімічі      | Нобуакі Фукуда      | Майкл Соріч            |
| Са̄ра               | Саорі Хаямі         | Іден Рігель            |
| Сēраму             | Юмі Тōма            | Мері Елізабет Макґлінн |
| Мукаде / Анрокузан | Рю̄дзабурō Ōтомо     | Дж. Б. Блан            |
| Масако             | Юко Кобаяші         | Лора Бейлі             |
| Сарай              | Фуджіко Такімото    | Люсьєн Додж            |

## Випуск на фізичних носіях
Фільм було випущено на DVD 27 квітня 2011 року.